# Andrea Guerra
Andrea Guerra (Rimini, 22 oktober 1961) is een Italiaans filmcomponist. Hij groeide op in Santarcangelo di Romagna en leerde het componeren en arrangeren van Ettore Ballota.
In 1987 verhuisde hij naar Rome, alwaar hij zijn carrière als componist begon. De eerste film waarvoor hij de soundtrack schreef was Viaggio d'Amore, een film van Ottavio Fabbri uit 1990. Sindsdien heeft hij vele soundtracks geschreven, waarbij hij met een groot aantal regisseurs heeft samengewerkt.
In 2003 schreef hij de muziek voor La finestra di fronte. Voor de soundtrack van deze film ontving hij een David di Donatello, de hoogste Italiaanse filmprijs. Van het album met de filmmuziek werden ruim 70.000 exemplaren verkocht. Het nummer Gocce di memoria, ingezongen door Giorgia werd zelfs de Italiaanse hit van 2003.
In 2004 werkte hij aan de soundtrack van Hotel Rwanda, waarbij hij voor het nummer bij de aftiteling van de film samenwerkte met Wyclef Jean en componist Jerry Duplessis.